# Wayss & Freytag
Wayss & Freytag (W&F) ist ein 1875 von Conrad Freytag und Gustav Adolf Wayss gegründetes deutsches Bauunternehmen.
Von 2002 bis Juni 2022 war das Unternehmen mit zwei Tochtergesellschaften der Royal BAM Group unterstellt und firmierte seit 2007 als BAM Deutschland AG und als Wayss & Freytag Ingenieurbau AG. Die BAM Deutschland AG wurde im September 2021 an die Zech Group und Gustav Zech Stiftung verkauft.
Am 20. Juni 2022 wurde die Wayss & Freytag Ingenieurbau AG von der ZECH Building SE übernommen.
Die Wayss & Freytag Ingenieurbau AG mit Hauptsitz in Frankfurt/Main führt Großprojekte des Ingenieurbaus im In- und Ausland aus. Dazu gehören zum Beispiel Tunnelbauten, Eisenbahnen, Brücken und Kraftwerke.

## Geschichte

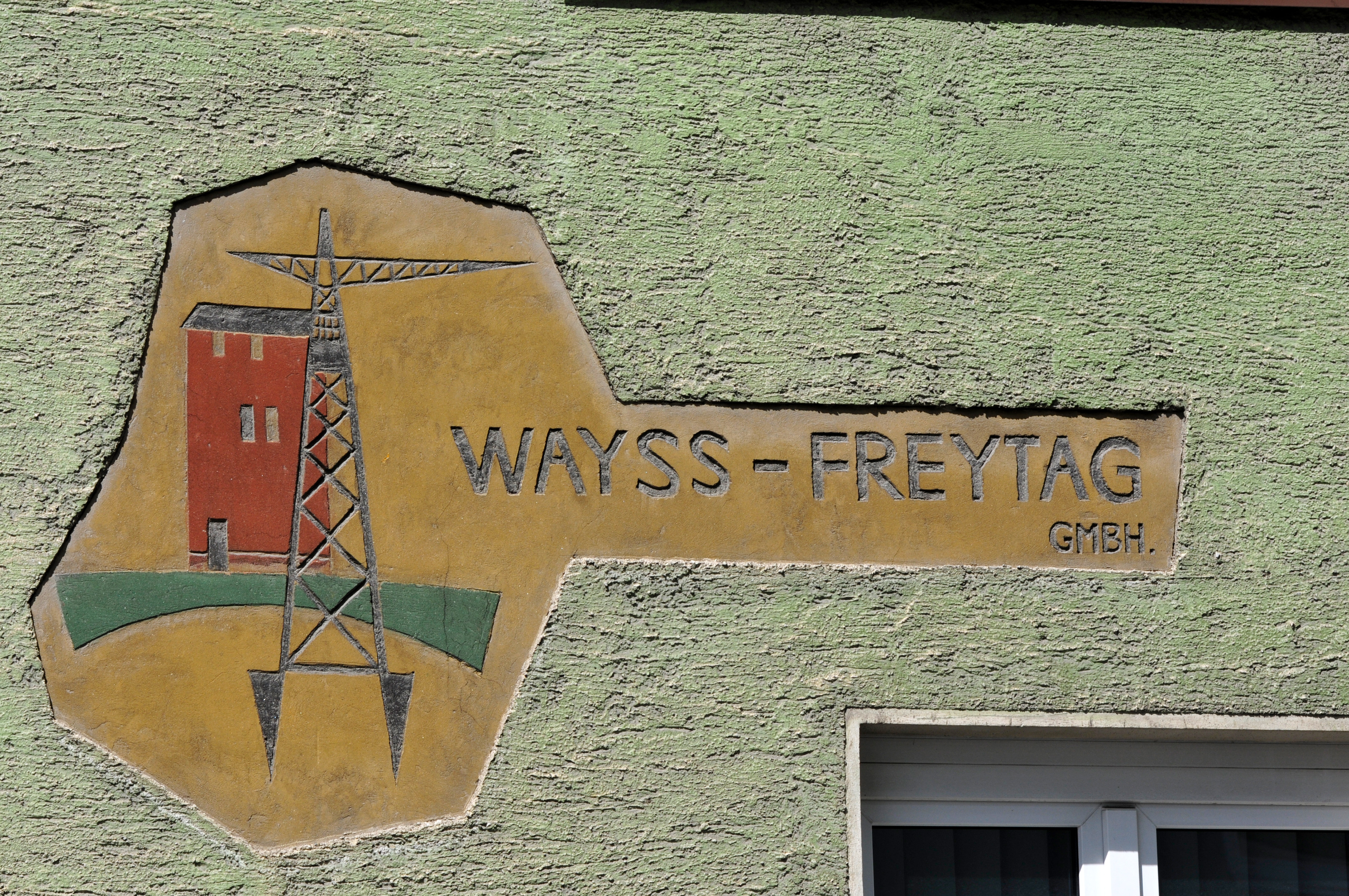
Schmuck an einem Wohnhaus in Innsbruck, Doktor-Glatz-Straße 12

Aktie über 100 RM der Wayss & Freytag AG vom Januar 1928

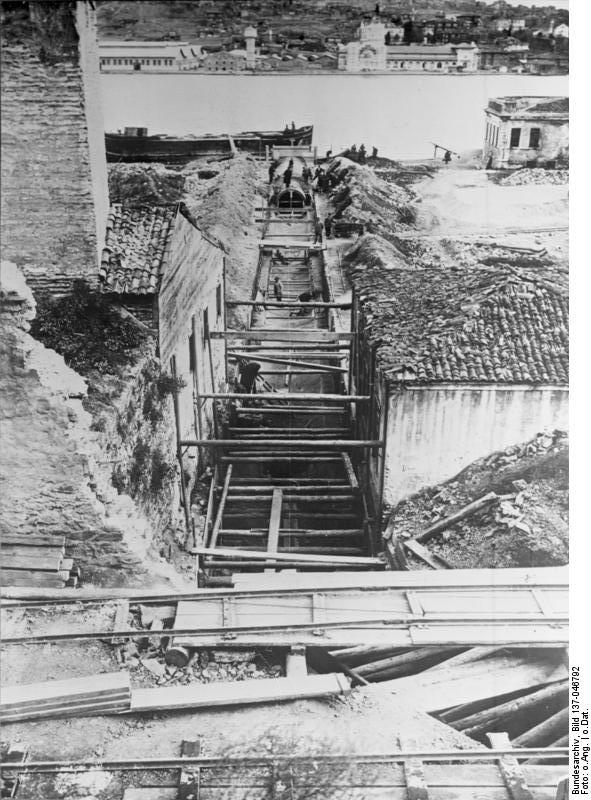
Bau der Kanalisation in Istanbul

Die Wayss & Freytag AG war vorwiegend im Stahlbeton-Ingenieurbau aktiv. Ihren Ursprung führt die Wayss & Freytag Aktiengesellschaft auf die im Jahre 1875 gegründete offene Handelsgesellschaft „Freytag & Heidschuch“ zurück. Aus dieser Gesellschaft ist zum 1. Februar 1893 die „OHG Wayss & Freytag“ mit Sitz in Neustadt/Weinstraße hervorgegangen, die nach einer Umwandlung in die Rechtsform einer Aktiengesellschaft im Jahre 1900 und einer Neugründung im Jahre 1932 zur „Neuen Baugesellschaft Wayss & Freytag AG“ mit Wirkung vom 1. Januar 1959 unter der Firma „Wayss & Freytag Kommanditgesellschaft“ in eine KG umgewandelt wurde. Ab 1925 war der Sitz der Gesellschaft in Frankfurt am Main.
Die Firma war maßgeblich an der Entwicklung des Eisen- und Stahlbetonbaus beteiligt, indem sie die Patente von Joseph Monier erwarb. Sie gab der Bautechnologieentwicklung durch eigene Innovationen fundamentale Impulse. So leitete Emil Mörsch von 1901 bis 1904 und von 1908 bis 1916 das technische Büro von Wayss & Freytag und sorgte mit seinen Mitarbeitern für den technischen Aufstieg der Firma zu einem international agierenden Bauunternehmen. Weitere führende Bauingenieure der Wayss & Freytag waren Karl Walter Mautner, Georg Ehlers, Kurt Lenk, Hermann Bay und Gotthard Franz.
1946 beteiligte sich das Unternehmen an der Gründung der deutschland- und weltweit beachteten Frankfurter Trümmerverwertungsgesellschaft, die aus dem Bauschutt der Kriegsruinen in der Aufbereitungs- und Verwertungsanlage für Trümmerschutt neues Baumaterial herstellte. Zahlreiche Patente des Unternehmens, z. B. unterschiedlicher Tübbingkonstruktionen und -verbindungen sowie in der Mixschild- und Hydroschildtechnologie, werden weltweit erfolgreich eingesetzt. Im Stadionbau hat das Unternehmen internationale Maßstäbe gesetzt. In den 1970er Jahren gehörte der Wayss & Freytag Konzern zur AGIV.
1995 wurden die maschinentechnische Abteilung der Wayss & Freytag und der Berliner Konzerntochter H. Klammt AG zusammengelegt und die GBS (Geräte und Baustellenservice) gegründet.
1996 verkaufte der AGIV-Konzern ihre W&F Teile an die HBG Hollandsche Beton Groep nv (Niederlande).
2002 fusionierte der HBG-Konzern mit der BAM NBM zur Royal BAM Group nv (Niederlande). Aus der GBS wurde die BAM Services GmbH, ein eigenständiges Unternehmen, das die Geräte der W&F wartet und lagert. Die BAM Services GmbH wurde 2008 Tochtergesellschaft der Wayss & Freytag Ingenieurbau AG und 2011 in das Unternehmen integriert.
1999 kam es zur Spaltung der Wayss & Freytag AG in die eigenständigen Unternehmen Wayss & Freytag Ingenieurbau AG, Wayss & Freytag Schlüsselfertigbau AG und Wayss & Freytag AG Projektentwicklung. 2002 kam es zur Fusion der Wayss & Freytag Schlüsselfertigbau mit dem Göttinger Bauunternehmen RAULF BAU-GmbH.
2007 fand eine weitere Fusion mit der Müller-Altvatter GmbH & Co. KG zur BAM Deutschland AG statt.
Im Jahr 2022 hat die ZECH Building SE, in der alle Bauaktivitäten der Zech Group gebündelt sind, 100 % der Anteile der Wayss & Freytag Ingenieurbau AG inklusive ihrer Tochterunternehmen und ARGE Projekte von der Royal BAM Group nv übernommen. Die Wayss & Freytag Ingenieurbau AG bildet seither unter gleichem Namen die neue Sparte Ingenieurbau in der Zech Building ab.
2009 kam die Firma in die Kritik im Zusammenhang mit dem Einsturz des Kölner Stadtarchivs, denn Wayss & Freytag gehört zur Arbeitsgemeinschaft des für den Einsturz verantwortlichen Nord-Süd-Stadtbahn-Baus.

## Unternehmensprofil

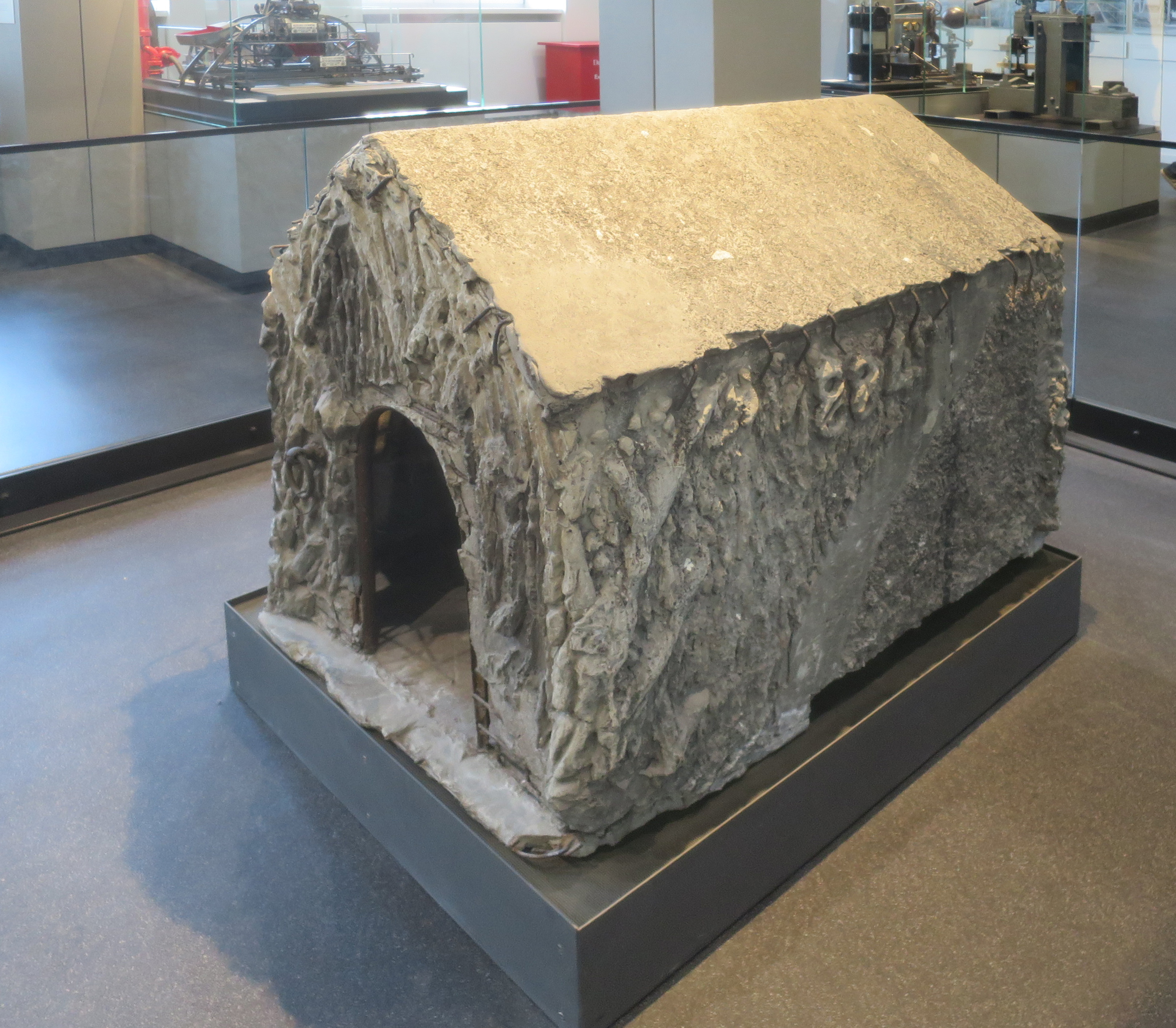
Die Hundehütte von 1884

Die Entwicklung des Stahlbetonbaus erhielt durch die Aktivitäten der Wayss & Freytag AG entscheidende Impulse. Die neue Technologie ermöglichte den Bau großer Brücken, Hochhäuser und Industriebauten und veränderte damit das Bauen. Begonnen hat dieses neue Kapitel in der Baugeschichte schlicht und bescheiden: Mit Blumenkübeln und einer Hundehütte (heute im Deutschen Museum München). Firmengründer Conrad Freytag erkannte das Potenzial des Bauens mit bewehrtem Beton. Gemeinsam mit dem Ingenieur und Unternehmer Gustav Adolf Wayss nahm er die Geschäftstätigkeit auf.
Die Wayss & Freytag AG war mit der Planung, Konzeption und Ausführung von Baumaßnahmen auf allen Gebieten des Ingenieurbaus befasst. Zu den Schwerpunkten ihrer Tätigkeit gehörten der Großbrückenbau, insbesondere im Freivorbauverfahren und dessen Weiterentwicklungen, Bauten unter Verwendung von Gleit- und Kletterschalungen (Fernmeldetürme, Industrieschornsteine), Druckluftgründungen sowie der Tunnel- und Stollenbau in geschlossener Bauweise, insbesondere unter Anwendung der von Wayss & Freytag für den Einsatz in wasserführenden Lockerböden entwickelten Schildtechnik (Hydroschild, Mixschild, Microschild). Daneben war die Gesellschaft in der Umwelttechnik, Umweltservices sowie der Bauwerkserhaltung aktiv. Unterstützt durch eigene Abteilungen im Gleitbau, im Spezialtiefbau und einer Abteilung für schlüsselfertiges Bauen führte die Wayss & Freytag AG Projekte im Stahlbeton-Ingenieurbau aus. Die Gesellschaft betrieb außerdem in mehreren Werken Fertigteilproduktionen, wie z. B. die Herstellung von Spannbetonschwellen für den Schienenwegbau und Fertigteile für den Hoch- und Industriebau.
Wayss & Freytag hat den Ingenieurbau mitgeprägt und besaß auf vielen der vorgenannten Gebiete eigene Patente. Emil Mörsch schuf als technischer Leiter des Unternehmens mit seinem Standardwerk „Der Eisenbetonbau“ die wissenschaftliche Grundlage für den Siegeszug des neuen Bauverfahrens.

## Während der Nazi-Diktatur
Im dritten Reich war die Wayss & Freytag AG an der Ausführung verschiedener Großprojekte beteiligt, darunter militärische wie die Wolfsschanze. Das Unternehmen setzte dazu auch Zwangsarbeiter und KZ-Insassen ein. Im Jahr 2002 trat die Wayss & Freytag AG der Stiftungsinitiative der deutschen Bauindustrie zur Entschädigung von Zwangsarbeitern bei.

## Auslandstätigkeit
Schon früh reichten die Aktivitäten des Unternehmens über die Pfalz hinaus. Zwölf Niederlassungen gibt es um 1910 in Deutschland. Bereits 1903 wurde die erste Auslandsniederlassung in Riga gegründet. Es folgten weitere Firmensitze in Luxemburg, Straßburg, Wien, Innsbruck, Rom, Mailand, Triest, Genua, Neapel, Budapest, Messina, Sarajevo, St. Petersburg, Buenos-Aires.
Ab 1907 in Übersee: Kuba, Argentinien, Brasilien, Uruguay

## Referenzprojekte
Die Website weist u. a. folgende Referenzprojekte aus:
Tunnelbau:
- Deutschland: Katzenbergtunnel (B-W), Stadtbahn Düsseldorf, Nord-Süd-Stadtbahn Köln, Bahnhöfe und Strecken bei München, Killesbergturm, U-Bahn-Linie U3 Nord, Finnetunnel, Ausbau Mittlerer Ring Luise-Kiesselbach-Platz in München, Wesertunnel Bremen[14]
- Auch wenn noch nicht auf der Seite vorhanden, gehört der Fasanenhoftunnel der Stadtbahn Stuttgart dazu.
- Schweiz: Uetlibergtunnel
- Kanaltunnel (Rail Link)
- Niederlande; Hubertustunnel und Rotterdamsebaan Den Haag, Heinenoord- und Botlektunnel, Metro ASDAM, Antwerpen
- Malaysia: SMART Tunnel, Kuala Lumpur
- Venezuela: Metro Maracaibo
- Luxemburg Grouft Tunnel
- Georgsbergtunnel in Passau

Brückenbau:
- Deutschland: Isarbrücke München, Kochertalbrücke
- Dänemark: Großer Belt Brücke
- Venezuela: Maracaibo Spannbetonbrücke

Ingenieurbau:
- China: Xiaolangdi Staudamm
- Deutschland: Bundeskanzleramt Berlin, ICE Fernbahnhof Frankfurt am Main, Schiffsmontagehalle Stralsund
- Schweiz: Kernforschungszentrum Cern